# Große Moschee von Niamey
Die Große Moschee von Niamey (französisch: Grande mosquée de Niamey) ist die zentrale Freitagsmoschee in Niamey, der Hauptstadt Nigers.

## Lage und Architektur
Die Große Moschee von Niamey befindet sich im Stadtviertel Abidjan des Arrondissements Niamey III an der Straßenkreuzung des Boulevard Mali Béro mit der Avenue de l’Islam. Der Strom Niger, an dem das Stadtzentrum liegt, verläuft etwa drei Kilometer südwestlich der Moschee.

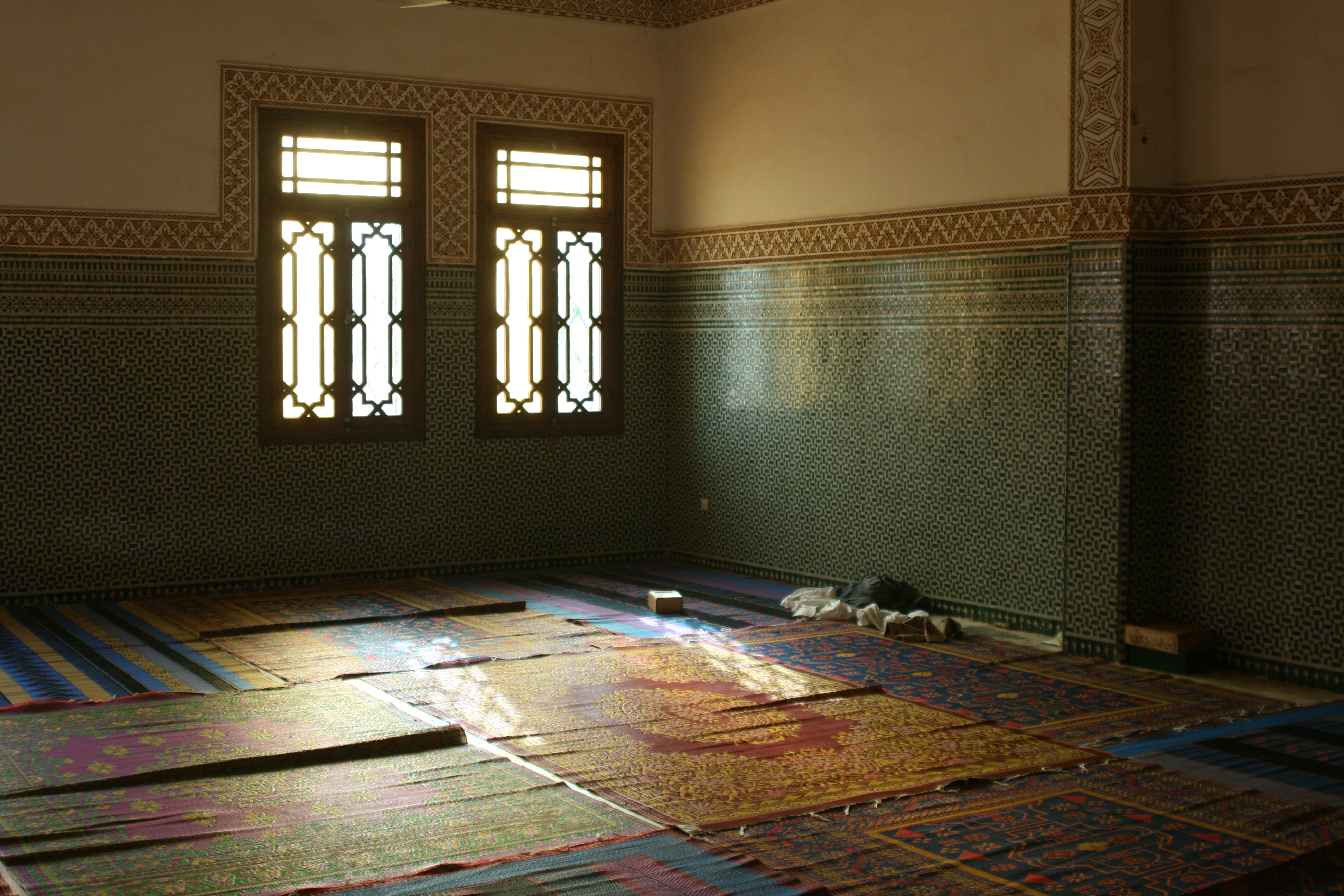
Im Inneren der Großen Moschee

Das in einem weitläufigen unverbauten Gelände gelegene Bauwerk weist eine helle Fassade, mehrere bläulich-grün glänzende Kuppeln und ein hohes schlankes Minarett auf, das über 171 Treppenstufen erreichbar ist. Die Moschee verfügt über Plätze für 10.000 Personen.

## Geschichte
Der nigrische Staatschef Seyni Kountché legte am 25. Februar 1977 den Grundstein zur Moschee. Deren Errichtung wurde von Libyen unter Muammar al-Gaddafi finanziert. Libyen unterstützte in den 1970er Jahren zu Propagandazwecken auch Moscheebauten in den Hauptstädten anderer afrikanischer Staaten mit mehrheitlich muslimischer Bevölkerung, so in Banjul in Gambia und in Conakry in Guinea. Die Große Moschee von Niamey wurde im Mai 1989 fertiggestellt. Wenige Tage danach forderte al-Gaddafi Niger auf, der von ihm mitbegründeten Union des Arabischen Maghreb beizutreten.